# Ski Rando magazine
Ski Rando magazine est une revue trimestrielle francophone consacrée au ski de randonnée.
Son fondateur a tout d'abord fait sur internet la chronique de ses sorties à ski avant de fonder le magazine, qui propose des articles relatifs à des randonnées, des voyages, des compétitions, des tests de matériel.
Le magazine dispose d'un complément en ligne sur son site web : cartes, photos, vidéos.